# تشارلي نيكلاس
تشارلي نيكلاس (بالإنجليزية: Charlie Nicklas)‏ (26 أبريل 1930 بسندرلاند في المملكة المتحدة - ) هو لاعب كرة قدم بريطاني في مركز الهجوم. لعب مع أكسفورد يونايتد وهال سيتي ودارلينجتون إف سى.